# Hisayoshi Harasawa
Hisayoshi Harasawa (jap. 原沢久喜; ur. 3 lipca 1992 r. w Shimonoseki) – japoński judoka, srebrny medalista igrzysk olimpijskich, trzykrotny mistrz świata.

## Igrzyska olimpijskie
W 2016 roku na igrzyskach olimpijskich w Rio de Janeiro zdobył srebrny medal, przegrywając finałowy pojedynek z Francuzem Teddym Rinerem.
| Runda       | Przeciwnik          | Wynik     | Osiągnięcie |
| ----------- | ------------------- | --------- | ----------- |
| 1. runda    | Adam Okruaszwili    | W 000–000 | srebro      |
| 2. runda    | Uszangi Kokauri     | W 100–000 | srebro      |
| Ćwierćfinał | Alex García Mendoza | W 100–000 | srebro      |
| Półfinał    | Abdullo Tangriyev   | W 101–000 | srebro      |
| Finał       | Teddy Riner         | P 000–000 | srebro      |